# Lappkornlöpare
Lappkornlöpare (Amara erratica) är en skalbaggsart som beskrevs av Duftschmidt. Lappkornlöpare ingår i släktet Amara och familjen jordlöpare. Arten är reproducerande i Sverige. Inga underarter finns listade i Catalogue of Life.